# Philadelphia 76ers 1989-1990
La stagione 1989-90 dei Philadelphia 76ers fu la 41ª nella NBA per la franchigia.
I Philadelphia 76ers vinsero la Atlantic Division della Eastern Conference con un record di 53-29. Nei play-off vinsero il primo turno con i Cleveland Cavaliers (3-2), perdendo poi la semifinale di conference con i Chicago Bulls (4-1).

## Roster
| N° | Naz.                   | Ruolo | Sportivo        | Anno | Alt. | Peso |
| -- | ---------------------- | ----- | --------------- | ---- | ---- | ---- |
| 1  | Stati Uniti (bandiera) | G     | Scott Brooks    | 1965 | 180  | 75   |
| 7  | Stati Uniti (bandiera) | G     | Lanard Copeland | 1965 | 180  | 75   |
| 8  | Stati Uniti (bandiera) | G     | Corey Gaines    | 1965 | 191  | 88   |
| 12 | Stati Uniti (bandiera) | G     | Johnny Dawkins  | 1963 | 188  | 75   |
| 14 | Stati Uniti (bandiera) | G     | Dexter Shouse   | 1963 | 188  | 91   |
| 18 | Stati Uniti (bandiera) | GA    | Kenny Payne     | 1966 | 203  | 88   |
| 20 | Stati Uniti (bandiera) | GA    | Ron Anderson    | 1958 | 201  | 98   |
| 21 | Stati Uniti (bandiera) | GA    | Derek Smith     | 1961 | 198  | 93   |
| 23 | Stati Uniti (bandiera) | AC    | Bob Thornton    | 1962 | 208  | 102  |
| 30 | Stati Uniti (bandiera) | GA    | Lewis Lloyd     | 1959 | 198  | 93   |
| 31 | Stati Uniti (bandiera) | A     | Jay Vincent     | 1959 | 201  | 100  |
| 33 | Stati Uniti (bandiera) | G     | Hersey Hawkins  | 1966 | 191  | 86   |
| 34 | Stati Uniti (bandiera) | A     | Charles Barkley | 1963 | 198  | 114  |
| 40 | Stati Uniti (bandiera) | AC    | Kurt Nimphius   | 1958 | 208  | 99   |
| 42 | Stati Uniti (bandiera) | C     | Mike Gminski    | 1959 | 211  | 113  |
| 44 | Stati Uniti (bandiera) | AC    | Rick Mahorn     | 1958 | 208  | 109  |

## Staff tecnico
- Allenatore: Jim Lynam
- Vice-allenatori: Buzz Braman, Fred Carter